# Les Harkis
Pour plus de détails, voir Fiche technique et Distribution.
Les Harkis est un film franco-belge réalisé par Philippe Faucon et sorti en 2022.

## Synopsis
Ce film évoque l’abandon des soldats algériens engagés aux côtés de l’armée française. Les harkis vont se retrouver, lorsque les négociations en vue d’un cessez-le-feu et de l’indépendance de l’Algérie commencent, exposés aux représailles du FLN.

## Fiche technique
Sauf indication contraire, les informations mentionnées dans cette section peuvent être confirmées par la base de données cinématographiques IMDb,  présente dans la section « Liens externes ».
- Titre français : Les Harkis
- Réalisation : Philippe Faucon
- Scénario et dialogues : Philippe Faucon, Yasmina Nini-Faucon et Samir Benyala
- Musique : Amine Bouhafa
- Montage : Sophie Mandonnet
- Costumes : Agnès Noden
- Photographie : Laurent Fénart
- Production :
- Société de production : Istiqlal Films, Les Films du Fleuve
- Société de distribution : Pyramide (France)
- Pays de production :  France,  Belgique
- Langue de tournage : français
- Genre : drame, Guerre
- Durée : 82 minutes
  - France : mai 2022 (Festival de Cannes 2022); 12 octobre 2022 (en salles)
- Classification :
  - France : Avertissement : des scènes, des propos ou des images peuvent heurter la sensibilité des spectateurs[2]

## Distribution
Sauf indication contraire, les informations mentionnées dans cette section peuvent être confirmées par les bases de données cinématographiques IMDb et Allociné,  présentes dans la section « Liens externes ».
- Théo Cholbi : Lieutenant Pascal
- Mohamed El Amine Mouffok : Salah
- Amine Zorgane : Kaddour
- Pierre Lottin : Lieutenant Krawitz
- Omar Boulakirba : Si Ahmed
- Yannick Choirat : Capitaine Denoyelle
- Mehdi Mellouck : Sergent-chef Hamid
- Alaeddine Ouadi : Djilali
- Philippe du Janerand : le Préfet

## Accueil

### Critique
En France, le site Allociné donne une note moyenne de 3,9⁄5, après avoir recensé 22 critiques de presse.
Dans sa très grande majorité, la presse française s'est montrée très positive à l'égard du long-métrage. Pour la critique de 20 Minutes, le film « évite tout manichéisme ce qui le rend aussi instructif que poignant ». Elle ajoute par la suite, que « loin de livrer un tableau angélique de ses soldats, Philippe Faucon offre un film nuancé sur leurs actions parfois violentes et sur les motivations qui les ont poussés à s’engager. Son absence de manichéisme fait que Les Harkis est un film aussi instructif que passionnant. ».
Pour le site Culturopoing, la critique se conclut ainsi : « Film minéral, raide et sans autre volonté que de s’intéresser au parcours de ses personnages, Les Harkis délivre frontalement, avec courage et sans euphémisme, un point de vue dénonciateur sur le conflit algérien, témoignant à la fois de la culpabilité politique et systémique lors d’une période de déchéance et de la complexité tragique d’hommes considérés comme des martyrs et des traîtres, à la fois victimes et bourreaux des leurs. ».
Pour la critique de L'Obs, « Avec des scènes simples, sans effets, le cinéaste montre la torture, la confiscation des armes, la stupéfaction des soldats trahis, les exactions du FLN après les Accords d'Évian, et nous fait partager la détresse de ces hommes abandonnés (souvent à contrecœur) par leurs officiers. Puissance des images, regard politique (mais jamais manichéen), film terrible dans son austérité : un grand moment de cinéma et de douleur. ».
Pour Première, « Encore une fois, c’est faussement minimaliste, et le résultat est impressionnant. D’abord par sa pédagogie (la simple exposition des faits) mais surtout par sa colère, qui anime tout ce qui se passe à l’écran. ».
Dans les critiques plus négatives, on peut citer celle du site Critikat, qui estime entre autres que « si Faucon [le réalisateur] fait preuve d’une certaine précision dans sa manière de figurer le drame de ces soldats, cet engagement très didactique n’est pas sans corroborer la persistance d’une distance quasi-scientifique avec le sujet, la fiction étant comme inhibée par la leçon historique qu’elle a à donner ».
Pour Libération, « Le film n’est pas assez expérimental ou encore trop encombré des fiches de lecture qu’il s’emploie sagement à illustrer comme autant de situations, d’enchaînement de circonstances conduisant à tel ou tel résultat. ». Pour la critique de Télérama, « En privilégiant le silence et l’ellipse, en voulant éviter de dramatiser l’action, le réalisateur donne hélas le sentiment de rester au seuil de son sujet. ».
Le film est unanimement loué lors de l'émission du Masque et la Plume du 23 octobre 2022 :
Pour Pierre Murat (Télérama.fr), « Il n’y a que l’essentiel. Philippe Faucon va juste là où il faut, il n’insiste sur rien et en en même temps, il dit plein de choses extrêmement courageuses aujourd’hui, c’est-à-dire non seulement comment l’État français a abandonné les harkis, mais en plus ce qu’ils ont représenté. Il montre exactement pourquoi ils ont épousé la cause française, certains forcés, d’autres pas. Il n’élude rien, il n’évite rien, y compris le rôle du FLN, quelquefois, qui explique aussi certains choix. C’est un film extrêmement courageux, sous ses dehors très épurés ».
Sophie Avon (Sud Ouest) : « On a pu reprocher à Philippe Faucon, pour ce film-là, de ne pas faire un film de personnages, mais moi, ça ne me gêne pas du tout. C’est vrai que c’est pas un film de personnages, c’est un film de silhouettes, c’est un film où c’est le sort commun qui compte. C’est ça qui est très beau et ça n’empêche pas le film d’être incarné ».
Pour Le Monde, à la suite de sa projection à Cannes : « Au-delà du collectif, Philippe Faucon s’attache à faire vivre ses personnages, avec sa famille, ses dilemmes, sa révolte, ses angoisses. Il invite ses acteurs à revisiter également leur histoire personnelle. Lors de sa présentation au Festival de Cannes, le film a reçu une longue ovation ».

### Box-office
| Pays ou région | Box-office     | Date d'arrêt du box-office | Nombre de semaines |
| -------------- | -------------- | -------------------------- | ------------------ |
| France         | 18 889 entrées | 19 octobre 2022            | 1                  |

Pour son premier jour d'exploitation, Les Harkis réalise 7 260 entrées (dont 5 704 en avant-première), avec une sortie limité de 100 copies. Le long-métrage se classe septième du box-office des nouveautés, derrière Le Petit Nicolas (23 248) et devant le drame Aya (1 279).

## Distinctions

### Sélection
- Festival de Cannes 2022 : Quinzaine des réalisateurs

### Récompenses
- Prix Général François Meyer (2023) de la Commission nationale indépendante de reconnaissance et de réparation des préjudices subis par les harkis (CNIH)